# 아이스슈넬라우프반

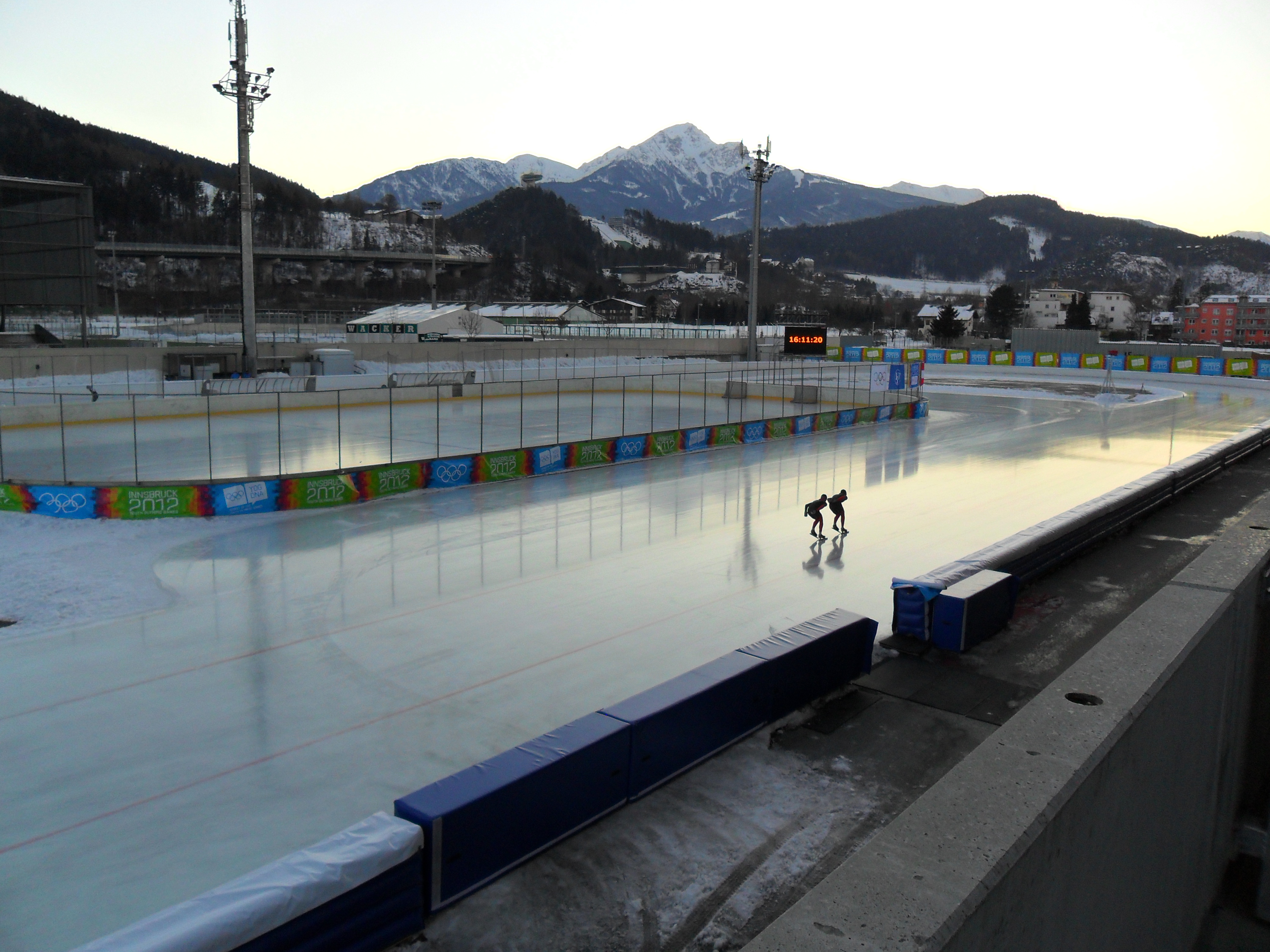

올림피아 아이스슈넬라우프반(독일어: Olympia Eisschnellaufbahn)은 오스트리아의 인스부르크에 위치한 실외 스피드 스케이팅 경기장이다. 1964년 올림픽과 1976년 올림픽, 2012년 청소년 올림픽에서 스피드 스케이팅 경기장으로 쓰였다.
이 경기장은 1964년과 1976년 동계 올림픽을 개최할 때의 경기장을 유지하는 역할을 맡은 올림피아월드 인스브루크 컨소시엄에 속해있다.